# Phoneyusa bettoni
Phoneyusa bettoni är en spindelart som beskrevs av Pocock 1898. Phoneyusa bettoni ingår i släktet Phoneyusa och familjen fågelspindlar.
Artens utbredningsområde är Kenya. Inga underarter finns listade i Catalogue of Life.